# K. K. Downing
}}
Kenneth Keith Downing Jr. (sinh ngày 27 tháng 10 năm 1951) là một nghệ sĩ guitar người Anh, thành viên sáng lập các ban nhạc heavy metal Judas Priest và KK's Priest.

## Thân thế và sự nghiệp
Downing sinh ra ở West Bromwich, West Midlands. Cuối thập niên 1960, ông phát triển niềm đam mê với nhạc rock và cây guitar, làm ông bị đuổi khỏi nhà năm 15 tuổi và không lâu sau thì bỏ học. Đa phần ông đều tự học guitar. Ông chịu ảnh hưởng lớn từ Jimi Hendrix, Downing cho biết ông "rất nhanh chóng nhận ra [Jimi]" chính là tương lai. Ông cũng chịu ảnh hưởng từ John Mayall & the Bluesbreakers và Eric Clapton.
Downing lập ban nhạc đầu tiên - một ban nhạc pop có tên gọi Stagecoach, hoạt động từ năm ông 17-18 tuổi với anh họ thứ hai Brian Badhams chơi guitar bass (hiện đang hoạt động với The Elkie Brooks Band) và tay trống Martin Phillips. Bộ tam tấu "chủ yếu trình bày ngẫu hứng một vài bài hát Cream các bài điệu 12-bar blues". Downing đánh guitar cùng ban nhạc sau khi thắng trò tung đồng xu với Badhams "trong phòng ngủ của anh ấy để xem ai sẽ chơi guitar hay bass". K. K. Downing theo học trường cao đẳng dạy phục vụ đồ ăn và làm đầu bếp tập sự tại quán Lyttelton Arms ở Hagley.
Downing là họ hàng với huấn luyện viên bóng đá Keith Downing.

## Sự nghiệp

### Rời Judas Priest

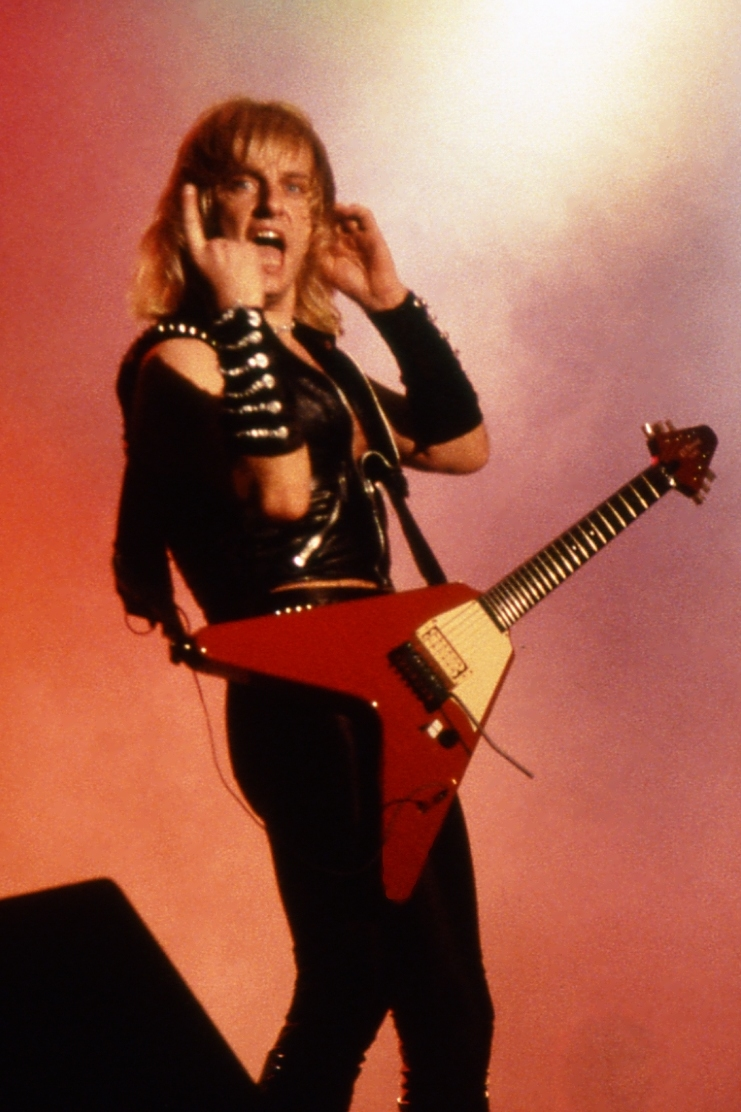
Downing vào năm 1984

Downing chính thức rời Judas Priest vào ngày 20 tháng 4 năm 2011, nhắc đến "sự rạn nứt đang diễn ra trong mối quan hệ công việc giữa bản thân tôi, các thành viên trong ban và ban quản lý." Ông cho biết có ít nhất "21 lý do" làm ông ra đi, song từ chối nêu chi tiết; tuy nhiên ông thể hiện sự thất vọng với phần biểu diễn trực tiếp của ban và thấy lẽ ra nó có thể đã tốt hơn. Judas Priest tiếp tục hoạt động với Richie Faulkner thay thế vị trí của ông.
Ngay sau khi Glenn Tipton thông báo bị chẩn đoán mắc bệnh Parkinson và tự nguyện dừng lưu diễn vào tháng 2 nămy 2018, Downing cho biết ông "bị sốc và sững sờ" khi không được mời tái gia nhập Judas Priest và "chính thức vẫn là một thành viên của Judas Priest về mặt pháp lý", dù không có mặt trong ban. Ông thấy mình đúng khi lựa chọn rời đi, thời gian ông hoạt động trong ban và giá trị tạo dựng di sản của họ "đã và đang bị một số thành viên coi nhẹ". Ông cho biết quyết định không được mời vào ban "không phải là vấn đề tài chính". Faulkner và Halford đã lên tiếng phản bác về phát ngôn của ông ấy. Tay bass Ian Hill giải thích lý do Tipton không được liên hệ mời lại vào Judas Priest những mâu thuẫn có thể xảy ra nếu đưa ông ấy trở lại ban nhạc. Downing đã đáp trả tiêu cực với các bình luận của Hill.
Downing giải thích lý do ông rời Judas Priest, bày tỏ lo ngại trước các đồng đội cũ và cảm nhận về Faulkner. Faulkner đã phản bác các bình luận của Downing, còn cựu giọng ca Tim "Ripper" Owens của Judas Priest lại lên tiếng bảo vệ Downing. Nói về tâm điểm chú ý do các bình luận của Downing, Hill cho biết Downing và ban nhạc đã "đường ai nấy đi" về mặt âm nhạc, giải thích rằng ông không liên hệ với Downing "mấy năm qua vì chúng tôi quá bận rộn. Song tôi nghĩ chúng tôi thật sự đã đường ai nấy đi về mặt âm nhạc. Có lẽ nói ít thì tốt hơn."
Halford chia sẻ rằng Downing đã tự mình lên tiếng, cho biết ông muốn giải nghệ và chúc ông thành công trong chặng đường tương lai. Downing nhắc lại mâu thuẫn xảy ra vào mùa đông năm 2010, và rồi ít tháng sau xem xét lại quyết định rời ban - chi tiết không được nhắc đến trong cuốn tiểu sử của mình. Sau khi nói chuyện với tay bass Ian Hill về sự thay đổi, ông nhận được danh sách tiết mục dành cho tour chia tay, để rồi phát hiện ra thông báo chia tay ban nhạc được đăng trước công chúng vào ngày hôm sau, buộc ông phải gửi bức tâm thư thứ hai đầy giận dữ. Downing thấy rằng mình chưa bao giờ rời Judas Priest và đã bị dàn xếp để ông không được ở lại ban.
Downing cho biết ông chưa bao giờ ngừng hoạt động trong ngành âm nhạc, kể lại chi tiết rằng được một người bạn khích lệ biểu diễn trong tour chia tay và bị người hâm mộ chế giễu về thông báo của mình. Sau khi tay guitar Glenn Tipton thông báo ngừng đi tour, Downing mong đợi một cánh cửa để ông trở lại, song chẳng nhận được hồi âm nào. Ông cho biết cơ bản là ban nhạc đang trình bày các bài hát của mình và thấy nếu họ có thể tự nhận mình là "Priest", ông thấy mình cũng phải là một Priest cũng như có thể trình bày các ca khúc của mình. Downing nhắc lại cảm giác thất vọng và suy sụp cuối năm 2010, dẫn tới việc rời ban nhạc. Ông chia sẻ mình chưa sẵn sàng biểu diễn ở tour chia tay lúc ấy vì những vấn đề mình gặp phải ở Metal Masters Tour, cho biết ban nhạc không phối hợp chặt chẽ và không như hồi họ ở đỉnh cao. Ông hối tiếc đã gửi bức thư giải nghệ và không tin vào những gì mình đã viết. Ông nhắc đến bức thư thứ hai, bảo ban nhạc rằng hãy lờ đi mọi thứ trong thư và giải thích lý do ông rời đi, song ban nhạc lại ưa thích kể nội dung của bức thứ đầu tiên hơn - trong thư ấy ông bảo ban nhạc hãy lờ đi những thông tin sai lệch mà ông viết.
Khi nhắc đến khác biệt khi làm việc với Tipton ở Judas Priest với làm việc cùng tay guitar A.J. Mills ở ban nhạc KK's Priest, Downing thấy rằng ông thấy mình không có được vai trò chính công bằng ở Judas Priest - thứ ông đáng ra phải có được.

#### Tương lai
Mối quan hệ của Downing với Judas Priest "không quá êm đẹp lúc bấy giờ. Chẳng có gì kéo dài mãi cả. Tôi bắt đầu hoạt động vào cuối thập niên 60, vì thế chắc chắn là từ lúc ấy, tôi biết chúng tôi sẽ không ở bên nhau mãi được. Tất nhiên, chúng tôi cũng đánh mất rất nhiều bạn bè tốt. Chuyện cứ diễn ra vậy đó." Một cơ hội trở lại ban nhạc đã đến với ông, "và nó đã vuột mất." Ông không chắc liệu sẽ còn cơ hội nào nữa để ông vào lại ban nhạc không, nhưng sẽ không bỏ qua nó trong tương lai.
Downing giải thích nếu như ông được tái gia nhập Judas Priest, "thì có lẽ cứ để chuyện như vậy đi", thấy rừng sẽ có nghề khác dành cho ông, "Chính xác là gì thì tôi chẳng biết nữa." Hill cho biết không có kế hoạch nào để Downing trở lại trong tương lai gần. Downing đã ngỏ ý muốn có cuộc bàn bạc với các đồng đội cũ về việc tham gia dịp kỷ niệm 50 năm thành lập ban nhạc vào năm 2020, nhưng không được liên hệ, bày tỏ lo ngại liệu ông có còn tái tham gia Judas Priest được nữa không.
Downing hi vọng được sửa sai với các đồng đội cũ, "Nhưng chuyện ấy đã được chứng minh không phải như thế, vì thế tất nhiên là tôi phải chấp nhận và bước tiếp thôi." Ông nói rõ bình luận của mình trong một bài viết đăng trên Blabbermouth, và vẫn nuôi hy vọng hòa giải với họ, "Nhưng đến nay ban nhạc vẫn từ chối trao cơ hội ấy cho tôi." Halford không bác bỏ khả năng Downing trở lại Judas Priest trong tương lai. Downing đề xuất các thành viên đích thân hỗ trợ và "nói với báo chí, đưa ra thông cáo báo chí và ghi rõ chính xác thỏa thuận là gì", và mang đến cho "tất cả mọi người cái nhìn mà họ muốn biết." Ông một lần nữa ngỏ ý biểu diễn với Judas Priest lần nữa nếu được trao cơ hội, và cũng biểu diễn với họ tại buổi lễ Đại sảnh Danh vọng Rock and Roll vào năm 2020 nếu được ghi danh, do ông có tên trong lá phiếu của ban nhạc, song bị từ chối cơ hội trở lại ban nhạc ở các show nhân kỷ niệm 50 năm thành lập nhóm. Vì thế mà Downing đưa ra quyết định tiếp tục tiến về phía trước.
Downing chia sẻ ông không quan tâm đến việc tái tham gia Judas Priest nữa vì họ đã trở nên tự mãn, chuyển sự chú ý sang ban nhạc riêng KK's Priest của ông.
Ngày 5 tháng 11 năm 2022, Judas Priest được ghi danh vào Đại sảnh Danh vọng Rock and Roll nhờ nhận được giải Thành tựu âm nhạc xuất sắc. Downing biểu diễn cùng ban nhạc lần đầu tiên kể từ năm 2009, họ trình bày ba ca khúc nhằm ăn mừng thành tựu này. Downing bác bỏ khả năng biểu diễn với ban nhạc thêm lần nữa vì ông mong đợi cơ hội mở được mời lại vào ban, tái lập đội hình tứ tấu khi họ biểu diễn ở tour kỷ niệm 50 năm thành lập, song nó bị Tipton và Hill phủ nhận. Ông chia sẻ mình đã đề xuất cho họ cơ hội cuối cùng nhằm hy vọng sau này họ sẽ không hối tiếc.

### KK's Priest
Tháng 1 năm 2020, Downing ký hợp đồng với Explorer1 Music Group - đơn vị này ghép ông làm việc với nhà quản lý kỳ cựu Andy Gould, và thông báo ông sẽ làm sản phẩm âm nhạc hoàn toàn mới. Một tháng sau, các nguồn tin thông báo Downing đã lập một ban nhạc mới tên là KK's Priest với tay bass Tony Newton, tay guitar A.J. Mills, cùng hai cựu thành viên của Judas Priest gồm Tim "Ripper" Owens (hát) và Les Binks (trống). Album đầu tay Sermons of the Sinner của ban nhạc lúc đầu dự kiến phát hành vào ngày 20 tháng 8 năm 2021, song bị hoãn sang 1 tháng 10 năm. Một video âm nhạc (MV) cho đĩa đơn chủ đạo của album - "Hellfire Thunderbolt" - được phát hành vào ngày 12 tháng 5 năm 2021. Tuy nhiên, Binks không có mặt trong album do bị chấn thương cổ tay và bị thay thế bởi tay trống Sean Elg của nhóm Cage. Sau đó, thỉnh thoảng Binks mới biểu diễn trực tiếp cùng KK's Priest.
Khi trò chuyện với KNAC về Sermons of the Sinner vào tháng 6 năm 2021, Downing cho biết ông đã sẵn làm chất liệu cho album kế tiếp - dự án sẽ tốn công sức hợp tác nhiều hơn cả album đầu tiên. Năm 2023, KK's Priest phát hành album thứ hai The Sinner Rides Again.

## Lối chơi và kỹ thuật

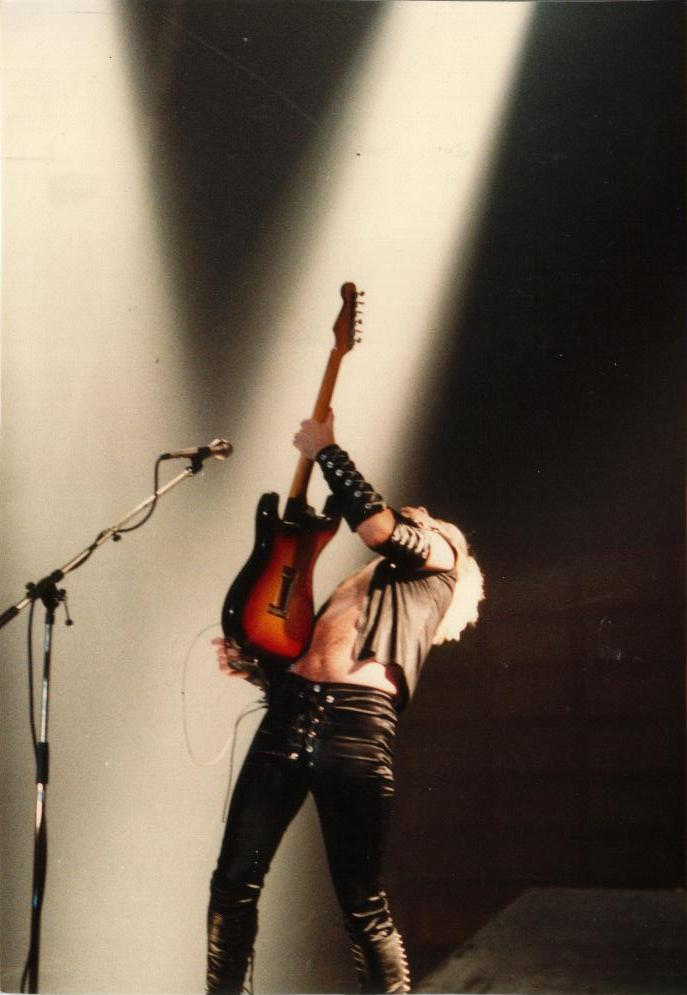
Downing vào năm 1980

Downing sở hữu lối chơi guitar kích động và mang màu sắc rock với những khúc solo và lead song tấu với đồng đội Glenn Tipton ở Judas Priest.

## Trang thiết bị
- Hamer Flying V: Được trao tặng cho KK trong World Vengeance Tour, Hamer phát hành KK Downing Flying V để bán công khai vào năm 1984, kết thúc đợt bán vào năm 1985. Cây đàn V của KK có chiếc Floyd Rose Tremolo và một chiếc humbucker DiMarzio đơn.[78]

Âm ly và hiệu ứng
- [MXR] Distortion +[79]

## Danh sách đĩa nhạc
KK's Priest
- Sermons of the Sinner (2021)
- The Sinner Rides Again (2023)